# Kościół św. Elżbiety w Orłowie
Kościół świętej Elżbiety w Orłowie – rzymskokatolicki kościół parafialny należący do parafii pod tym samym wezwaniem (dekanat inowrocławski II archidiecezji gnieźnieńskiej).
Obecna świątynia została wzniesiona z żółtej cegły, z cegielni w Orłowie, w 1858 roku. Powstała w stylu neoromańskim, chociaż można również dostrzec w nim cechy architektury neogotyckiej. Konsekrowana została przez arcybiskupa Henryka Józefa Muszyńskiego w dniu 17 czerwca 2001 roku. Cennym zabytkiem kościoła jest przedstawienie św. Anny Samotrzeć w kształcie płaskorzeźby malowanej z 1 połowy XVII wieku, z okresu późnego manieryzmu.